# Die Spitzenklöpplerin (Film)
Die Spitzenklöpplerin (Originaltitel: La dentellière) ist ein Filmdrama des schweizerischen Regisseurs Claude Goretta aus dem Jahre 1977 mit Isabelle Huppert in der Titelrolle. Er basiert auf dem gleichnamigen Roman von Pascal Lainé, der 1974 mit dem Prix Goncourt ausgezeichnet wurde.

## Handlung
Die unscheinbare und scheue Beatrice (Isabelle Huppert) ist 18 Jahre alt und arbeitet als Auszubildende in einem Pariser Frisiersalon. Sie hatte noch nie einen Freund und lebt noch bei ihrer Mutter (Annemarie Düringer), einer Verkäuferin in einem kleinen Lebensmittelladen. Der Vater hat die Familie schon vor langem verlassen. Ihre einzige Freundin ist ihre ältere Kollegin Marylène, in vielem das genaue Gegenteil von Beatrice. Sie ist extrovertiert, lebenshungrig und unterhält seit drei Jahren eine Beziehung zu einem verheirateten Mann. Als der Mann ihr – in Gegenwart von Beatrice – am Telefon den Laufpass gibt, will sie sich aus dem Fenster stürzen, was von Beatrice verhindert wird. Daraufhin beschließen die beiden, gemeinsam Ferien in Cabourg in der Normandie zu machen, in der Nachsaison ein trister Ort. In einer Disco lernt Marylène einen Amerikaner kennen und zieht zu ihm in dessen Ferienwohnung. Sie lässt Beatrice allein zurück. Beatrice langweilt sich sichtlich. Wenig später wird sie vor einem Eiscafé von dem schüchternen Philosophiestudenten François (Yves Beneyton) angesprochen, geht zunächst aber nicht auf seine Annäherungsversuche ein. François, der aus gutbürgerlichem Hause stammt, hält die weiteren Tage immer wieder Ausschau nach ihr, findet sie wieder, und die beiden kommen sich zaghaft näher. Wenig später kann er sie überreden, mit ihm zu schlafen. Beim Besuch eines Soldatenfriedhofs begegnen sie Marylène und ihrem neuen Freund. Die Begegnung verläuft recht steif, und man spürt, dass François Marylène nicht mag.
Nach den Ferien zieht sie zu ihm in sein Pariser Studentenappartement. Hier treffen sich oft Freunde und Kommilitonen mit François, deren Gesprächen Beatrice nicht folgen kann: Sie schweigt. François wird zunehmend unzufriedener mit dieser Situation, möchte Beatrice helfen, Kurse zu belegen, ihre „Persönlichkeit zu entwickeln“. Sie stimmt dem fast wortlos zu, versucht ihm aber zu vermitteln, dass sie nicht wirklich unzufrieden ist mit ihrer Situation, was er nicht akzeptieren kann. Er stellt sie zwar seiner Familie vor, verschweigt aber, dass sie als Friseuse arbeitet, „alten Weibern den Kopf wasche“. Er schämt sich für sie. Sie fühlt sich sichtlich unwohl in dieser Situation. François’ Vater aber scheint Beatrice zu gefallen.
Wieder in Paris, löst François die Beziehung. Er ist in seiner Borniertheit und dem Standesdünkel unfähig, sie zu verstehen und zu akzeptieren. Beatrice wird zu ihrer Mutter zurückgebracht. Sie zieht sich noch mehr in sich zurück, isst nicht mehr, auch zu ihrer Freundin hat sie kaum noch Kontakt. Sie zerbricht an dieser gescheiterten Liebe. Seinen Freunden erzählt François, dass das Trennungsgespräch gut verlaufen sei, sie die Trennung einfach hingenommen habe.
Als Beatrice auf der Straße zusammenbricht, wird sie in ein Krankenhaus gebracht und anschließend in eine psychiatrische Klinik eingewiesen. François erfährt durch Beatrice’ Mutter von der Situation. Er besucht sie in der Klinik. Sie wirkt wie ein Gespenst, abgemagert und blass. Sie erzählt ihm auf seine diesbezügliche Frage, sie habe wieder eine Beziehung und habe mit diesem Mann auf Mykonos die weißen Windmühlen besucht. Er verabschiedet sich bald, setzt sich in sein Auto und bricht in Tränen aus. Beatrice geht langsam in den Aufenthaltsraum, an dessen Wänden zwei Plakate mit dem Windmühlenmotiv von Mykonos hängen. Sie schaut zurück und blickt mit starrer Miene in die Kamera, dem Zuschauer ins Gesicht.

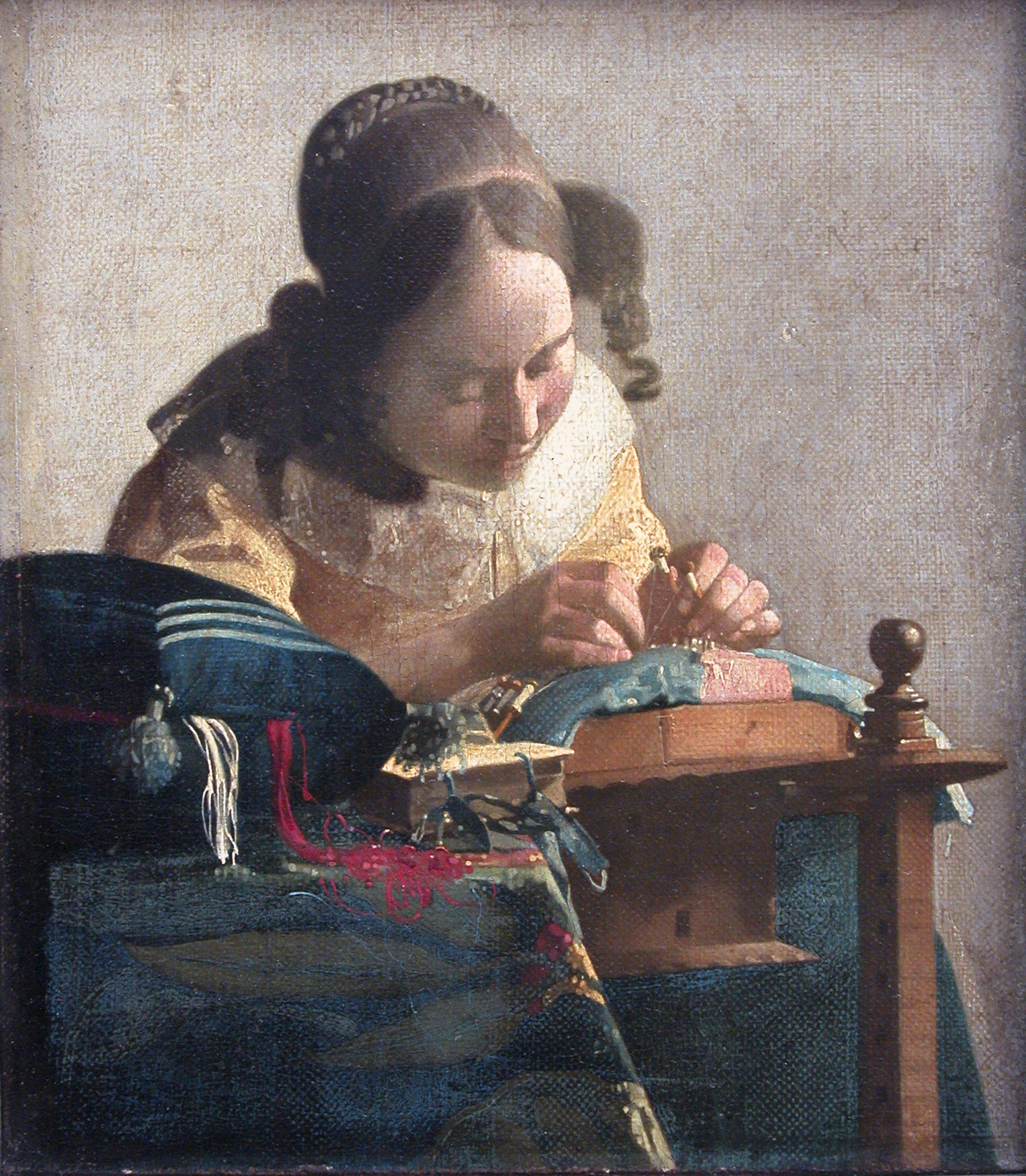
Jan Vermeer, "Die Spitzenklöpplerin"

Der Film endet mit einem schriftlichen Kommentar: „Er ist an ihr vorbeigegangen, ohne sie wahrzunehmen. Denn sie war eine von denen, die sich nicht bemerkbar machen, die erforscht werden wollen, bei denen man genau hinschauen muss. Früher hätte ein Maler sie in einem Genrebild verewigt, als Wäscherin, Wasserträgerin oder Spitzenklöpplerin.“ Gemeint ist Jan Vermeer, von dessen berühmten Gemälde also auch der Filmtitel herrührt.

## Produktion und Veröffentlichung
Der Film wurde von Gesellschaften in Paris, Genf, Frankfurt am Main und dem ZDF in Mainz hergestellt. Gedreht wurde an 40 Tagen vom 25. Oktober bis zum 17. Dezember 1976 in Paris und Cabourg in der Normandie. Die Fertigstellung fiel in den Februar 1977, im Mai desselben Jahres wurde Die Spitzenklöpplerin während der Filmfestspiele von Cannes erstmals öffentlich gezeigt. Die deutsche Erstaufführung des Streifens erfolgte am 28. April 1978 in Berlin (Cinema Paris) und München (Eldorado).

## Auszeichnungen und Prämien
- BAFTA Awards 1978 (Vereinigtes Königreich)
  - Gewonnen: Beste Nachwuchsdarstellerin (Isabelle Huppert)

- Cannes Film Festival 1977 (Frankreich)
  - Gewonnen: Preis der Ökumenischen Jury (Claude Goretta; gebunden an J.A. Martin Fotografie)
  - Nominiert: Goldene Palme (Claude Goretta)[4]

- César 1978 (Frankreich)
  - Nominiert: Beste Schauspielerin – Hauptrolle (Isabelle Huppert)
  - Nominiert: Beste Schauspielerin – Nebenrolle (Florence Giorgetti)
  - Nominiert: Bester Film

- David di Donatello (Italien)
  - Gewonnen: Beste ausländische Darstellerin (Isabelle Huppert)